# طرح کلی تعامل انسان و کامپیوتر
طرح کلی زیر به عنوان یک مرور کلی و راهنمای موضوعی برای تعامل انسان و رایانه ارائه شده است:
تعامل انسان و کامپیوتر-تقاطع علوم کامپیوتر و علوم رفتاری - این رشته شامل مطالعه، برنامه ریزی و طراحی تعامل بین افراد (کاربران) و رایانه است. توجه به تعامل انسان و ماشین مهم است، زیرا طراحی ضعیف رابط های انسان و ماشین می تواند منجر به بسیاری از مشکلات غیرمنتظره شود. یک مثال کلاسیک از این حادثه حادثه Three Mile Island است که در آن تحقیقات به این نتیجه رسیدند که طراحی رابط انسان و ماشین حداقل تا حدی مسئول این فاجعه بوده است.

## تعامل انسان و کامپیوتر چه نوع چیزی است؟
تعامل انسان و کامپیوتر را می توان به صورت تمام موارد زیر توصیف کرد:
○حوزه‌ای از علم – سازمانی سیستماتیک که دانش را در قالب توضیحات و پیش‌بینی‌های آزمایش‌پذیر درباره جهان می‌سازد و سازمان‌دهی می‌کند.
●یک علم کاربردی - رشته ای که دانش بشری را برای ساخت یا طراحی چیزهای مفید به کار می گیرد.
□رشته ای از علوم کامپیوتر – رویکرد علمی و عملی به محاسبات و کاربردهای آن.
□کاربرد مهندسی – علم، مهارت و حرفه کسب و به کارگیری دانش علمی، اقتصادی، اجتماعی و عملی برای طراحی و همچنین ساخت سازه ها، ماشین آلات، دستگاه ها، سیستم ها، مواد و فرآیندها
□زیرشاخه برنامه نویسی کامپیوتر - فرآیند طراحی، نوشتن، آزمایش، اشکال زدایی و حفظ کد منبع برنامه های کامپیوتری. این کد منبع در یک یا چند زبان برنامه نویسی (مانند جاوا، C، C#، Python، PHP و غیره) نوشته شده است. هدف از برنامه نویسی ایجاد مجموعه ای از دستورالعمل ها است که رایانه ها برای انجام عملیات خاص یا نشان دادن رفتارهای مورد نظر از آنها استفاده می کنند.
●یک علم اجتماعی - رشته دانشگاهی مربوط به جامعه و رفتار انسانی
□یک علم رفتاری - رشته ای که فعالیت ها و تعاملات بین موجودات را بررسی می کند. این شامل تجزیه و تحلیل و بررسی سیستماتیک رفتار انسان و حیوان از طریق مشاهده کنترل شده و طبیعی و آزمایش های علمی منظم است. نمونه هایی از علوم رفتاری عبارتند از روانشناسی، روان زیستی و علوم شناختی
○یک نوع سیستم - مجموعه ای از اجزای متقابل یا وابسته به هم که یک کل یکپارچه یا مجموعه ای از عناصر (که اغلب به آنها "مولفه" گفته می شود) و روابطی که از روابط مجموعه یا عناصر آن با سایر عناصر یا مجموعه ها متفاوت است را تشکیل می دهند.
●سیستمی شامل نرم‌افزار – نرم‌افزار مجموعه‌ای از برنامه‌های رایانه‌ای و داده‌های مرتبط است که دستورالعمل‌هایی را برای گفتن اینکه رایانه چه کاری انجام دهد و چگونه انجام دهد را ارائه می‌دهد. نرم افزار به یک یا چند برنامه کامپیوتری و داده های ذخیره شده در رایانه اشاره دارد. به عبارت دیگر، نرم افزار مجموعه ای از برنامه ها، رویه ها، الگوریتم ها و مستندات آن است که مربوط به عملکرد یک سیستم پردازش داده است.
○نوعی فناوری - ساخت، اصلاح، استفاده و دانش ابزارها، ماشین‌ها، تکنیک‌ها، صنایع دستی، سیستم‌ها، روش‌های سازماندهی، برای حل یک مشکل، بهبود راه‌حل از قبل موجود برای یک مشکل، دستیابی به یک هدف، مدیریت یک ورودی کاربردی /  رابطه خروجی یا انجام یک عملکرد خاص. همچنین می تواند به مجموعه ای از ابزارها، ماشین آلات، اصلاحات، ترتیبات و رویه ها اشاره داشته باشد. فن آوری ها به طور قابل توجهی بر توانایی انسان و سایر گونه های جانوری برای کنترل و انطباق با محیط طبیعی خود تأثیر می گذارد.
●شکلی از فناوری رایانه - رایانه ها و کاربرد آنها
1. ↑  "... modern science is a discovery as well as an invention. It was a discovery that nature generally acts regularly enough to be described by laws and even by mathematics; and required invention to devise the techniques, abstractions, apparatus, and organization for exhibiting the regularities and securing their law-like descriptions." —p.vii, J. L. Heilbron, (2003, editor-in-chief) The Oxford Companion to the History of Modern Science New York: Oxford University Press ISBN 0-19-511229-6
2. ↑  Laplante, Phillip (2007).What Every Engineer Should Know about Software Engineerin g.
3. ↑  ,ACM (2006) computing degrees ACM. Archived from the  original on 17 June 2011. Retrieved 23 November 2010.
4. ↑  SWEBOK Pierre Bourque; Robert Dupuis, eds. (2004).Software Engineering Body of Knowledge executive editors, Alain Abran, James W. Moore ; editors, Pierre Bourque, Robert Dupuis.